# Demetri III el Fals
Demetri III el Fals (en rus Лжедмитрий III) fou l'últim i el més enigmàtic dels tres pretendents al tron de Rússia que reclamaven ser el fill petit d'Ivan el Terrible, el tsarévitx Demetri Ivànovitx, mort de petit a Úglitx en circumstàncies desconegudes.
Se suposa que era un diaca anomenat Sidorka, aparegué de sobte, travessant el riu Narva, a la ciutat d'Ivàngorod, proclamant-se el tsarévitx, el 28 de març de 1611. Els cosacs que saquejaven els voltants de Moscou el reconegueren com a tsar el 2 de març de 1612, i amb l'amenaça de venjança en cas que no ho fessin, la petita noblesa de Pskov li jurà fidelitat. El 18 de maig de 1612 fugí de Pskov, i fou capturat i lliurat a les autoritats de Moscou, que el feren executar en secret.